# Alison Forman
Alison Leigh Forman (17 de março de 1969) é uma ex-futebolista profissional australiana que atuava como defensora.

## Carreira
Alison Forman representou a Seleção Australiana de Futebol Feminino, nas Olimpíadas de 2000, como capitã.